# Dorfkirche Reinersdorf (Ebersbach)

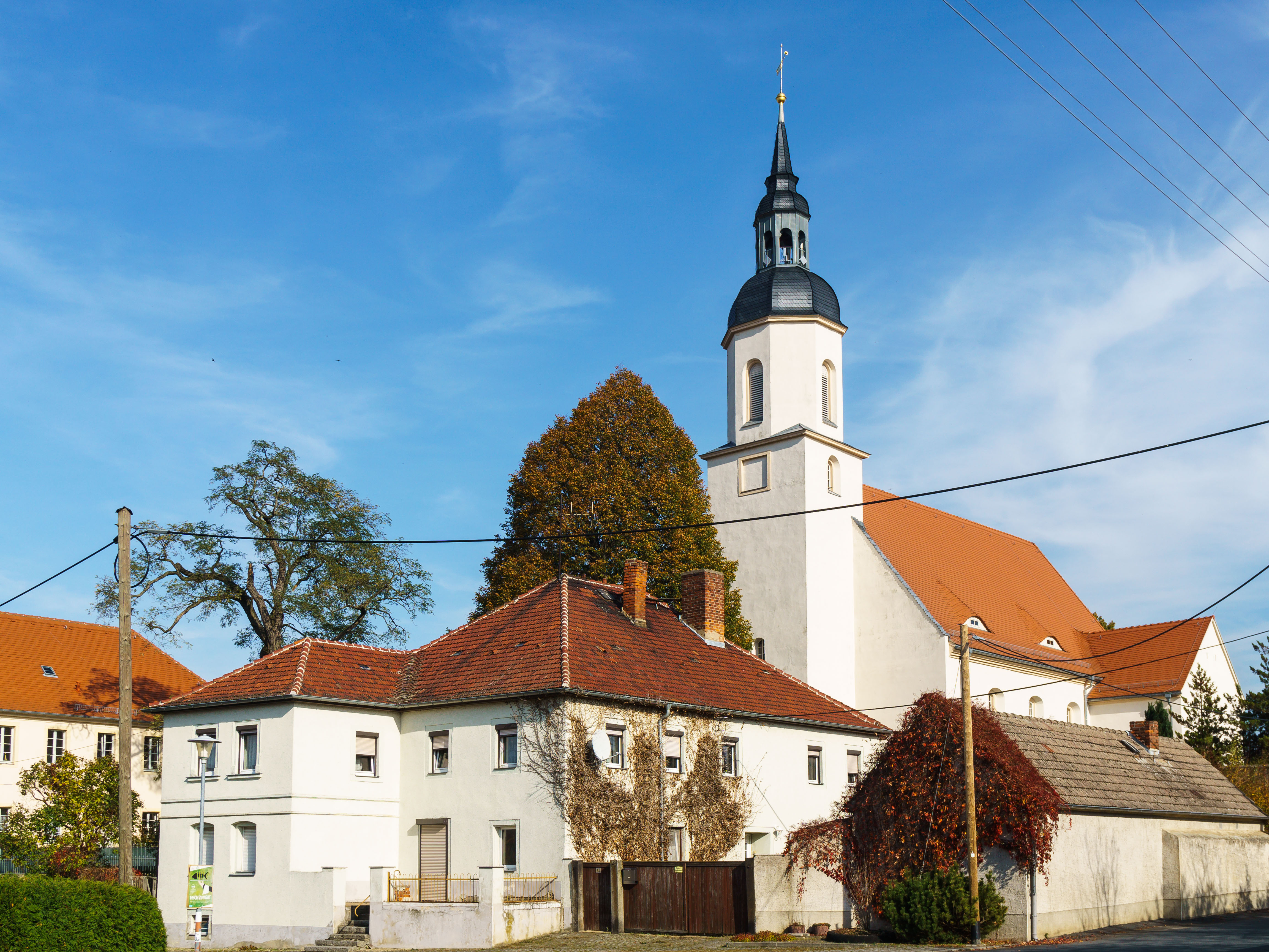
Kirche Reinersdorf (Ebersbach)

Die evangelische Dorfkirche Reinersdorf ist eine im Kern nachgotische Saalkirche im Ortsteil Reinersdorf von Ebersbach (bei Großenhain) im Landkreis Meißen in Sachsen. Sie gehört zur Kirchengemeinde Ebersbach-Reinersdorf im Kirchspiel Radeburg im Kirchenbezirk Meißen-Großenhain der Evangelisch-Lutherischen Landeskirche Sachsens.

## Geschichte und Architektur
Die breitgelagerte Saalkirche ist mit dreiseitigem Ostschluss und schlankem Westturm mit einer harmonischen Haube versehen. Das heutige Bauwerk wurde um 1550 errichtet. Das Äußere ist schmucklos, an der Südseite ist die Sakristei angebaut. Das Innere des Bauwerks wurde durch Erneuerungen im 18. Jahrhundert verändert. Die flache Decke ist durch Stuckprofile gegliedert.

## Ausstattung
Das Hauptstück der Ausstattung ist ein stattlicher Kanzelaltar aus der Zeit um 1730. Der Kanzelkorb ist auf rechteckigem Grundriss mit abgefasten Kanten und mit derb marmorierter Bemalung gestaltet; darüber ist ein gesprengter Giebel angeordnet. Die weiß gefasste Taufe aus dem Jahr 1565 ist durch einen dünnen akanthusverzierten Fuß und eine halbkugelförmige Kuppa gekennzeichnet. Eine Brüstungswand der alten Kanzel aus Sandstein ist in die Südwand des Chores eingelassen und zeigt in Flachrelief eine vor einem Kruzifix kniende Frau; das Relief wurde von Simon Schröter dem Älteren aus Torgau geschaffen.
Das Grabdenkmal des Georg von Komerstatt († 1559) wird im Dehio-Handbuch als „von herausragender Qualität und im sächsischen Raum einmalig“ bewertet. Es zeigt die Liegefigur des Verstorbenen auf einer Grabplatte, die über zwei toskanischen Säulen, Triglyphengebälk und einer hohen Attika angeordnet ist. Die Figur zeigt naturalistische Züge, der Kopf ruht auf mehreren Büchern. Der Schöpfer des Bildwerks aus Sandstein ist vermutlich Georg Schröter aus Torgau. Unterhalb der Grabplatte sind mehrere Inschriften in die Wand eingelassen. Darüber erhebt sich ein mit feingearbeiteten Reliefs ausgestatteter Alabasteraufsatz aus der Mitte des 16. Jahrhunderts, der wohl aus den Niederlanden stammt. Der Aufbau wird von drei Bogenöffnungen bestimmt, die seitlich hervortretende Nischen bilden. Die Bögen sind durch Hermensäulen voneinander geschieden; sie zeigen im mittleren Bogenfeld eine Kreuzigungsszene, in den seitlichen Feldern Allegorien des Glaubens und der Liebe. Ein darüberliegendes Gebälk mit einem Dreiecksgiebel bildet den Abschluss. Das Ganze zeigt erkennbar Züge des Manierismus.
Die Orgel ist ein Werk von Jehmlich aus dem Jahr 1904 mit 18 Registern auf zwei Manualen und Pedal.